# Nghi phi
Nghi phi Quách Lạc La thị (chữ Hán: 宜妃郭络罗氏, ? - 1733), Mãn Châu Tương Hoàng kỳ, là một phi tần rất được sủng ái của Thanh Thánh Tổ Khang Hi Hoàng đế.
Bà là một phi tần nổi tiếng được sủng ái của Khang Hi Đế và cũng là một trong những tần phi có nhiều con của triều Khang Hi. Con trai thứ của bà, Hoàng cửu tử Dận Đường, nổi tiếng bằng việc tham gia Cửu vương đoạt đích cuối thời Khang Hi, cùng Ung Chính Đế căng thẳng. Nghi phi trong tang lễ của Khang Hi Đế, từng công khai không nể mặt Hiếu Cung Nhân Hoàng hậu - mẹ sinh của Ung Chính Đế, và điều này khiến tân Hoàng đế phải ra chỉ dụ trách cứ bà.

## Đại Thanh tần phi
Nghi phi có họ Quách Lạc La thị (郭络罗氏), xuất thân Mãn Châu Tương Hoàng kỳ, phụ thân là Chính tứ phẩm Tá lĩnh Tam Quan Bảo (三官保). Trong Bát kỳ thị tộc thông phổ (八旗氏族通谱) ghi rõ: ["A Khải, người Tương Hoàng kỳ, cháu tên Tam Quan Bảo nguyên nhậm Công bộ Thị lang kiêm Tá lĩnh"]. Chức vị của Tam Quan Bảo, thuộc hàng Tứ phẩm võ quan, ở tại Thịnh Kinh kiêm thêm "Nội vụ phủ Quan phòng ấn" (内务府关防印).
Năm Khang Hi thứ 16 (1677), tháng 8, Khang Hi Đế đại phong hậu cung, sách lập Nữu Hỗ Lộc thị làm Hoàng hậu, Quách Lạc La thị cùng Lý thị, Vương Giai thị... được sách phong Tần, phong hiệu Nghi tần (宜嬪), là một trong 7 vị Tần đương thời khi ấy dù theo Hậu cung nhà Thanh chỉ có 6 Tần, nhưng Khang Hi Đế vẫn phá lệ. Tháng 12 năm thứ 18 (1679), Nghi tần Quách Lạc La thị hạ sinh Hoàng ngũ tử Dận Kì.
Năm Khang Hi thứ 20 (1681), tấn phong Quý phi Đông thị làm Hoàng quý phi, bà được chính thức tấn phong Nghi phi (宜妃). Theo thứ tự chỉ dụ, thì bà chỉ xếp sau Huệ phi Na Lạp thị có tư lịch rất lâu, còn thì đều trên Đức phi Ô Nhã thị cùng Vinh phi Mã Giai thị - phi tần sinh nhiều con nhất và sủng ái nhất của Khang Hi Đế . Sinh thời bà cư ngụ Dực Khôn cung thuộc Tây lục cung.
Sách văn viết:
| “                   | 朕惟治本齐家、茂衍六宫之庆。职宜佐内、备资四德之贤。恪恭久效于闺闱。升序用光以纶綍。咨尔宜嫔郭洛罗氏。柔嘉成性。淑慎持躬。动谐珩佩之和、克娴于礼。敬凛夙宵之节、靡懈于勤。兹仰承太皇太后慈谕、以册印、进封尔为宜妃。尔其祗膺晋秩、副象服之有加。懋赞坤仪、迓鸿庥之方至。钦哉。 . Trẫm duy trị bổn tề gia, mậu diễn lục cung chi khánh. Chức nghi tá nội, bị tư tứ đức chi hiền. Khác cung cửu hiệu vu khuê vi. Thăng tự dụng quang dĩ luân phất. Tư nhĩ Nghi tần Quách Lạc La thị. Nhu gia thành tính. Thục thận trì cung. Động hài hành bội chi hòa, khắc nhàn vu lễ. Kính lẫm túc tiêu chi tiết, mĩ giải vu cần. Tư ngưỡng thừa Thái hoàng thái hậu từ dụ, dĩ sách ấn, tiến phong nhĩ vi Nghi phi. Nhĩ kỳ chi ưng tấn trật, phó tượng phục chi hữu gia. Mậu tán khôn nghi, nhạ hồng hưu chi phương chí. Khâm tai. | ” |
| — Sách văn Nghi phi | |   |

Năm Khang Hi thứ 22 (1683), Nghi phi hạ sinh Hoàng cửu tử Dận Đường. Đến năm thứ 24 (1685), Nghi phi hạ sinh Hoàng thập nhất tử Dận Tư.
Năm Khang Hi thứ 61 (1722), Khang Hi Đế băng hà, Ung Chính Đế nối ngôi, tấn phong sinh mẫu Đức phi Ô Nhã thị lên ngôi Nhân Thọ Hoàng thái hậu. Khi cử hành đại lễ tang nghi, Nhân Thọ Hoàng thái hậu là mẹ Tân đế, dĩ nhiên đứng đầu hàng khóc tang, thế nhưng Nghi phi Quách Lạc La thị ngã bạo bệnh, vẫn ngồi kiệu 4 người khiêng đến linh tiền trí tế Tiên đế, làm nhục mặt Thái hậu, điều này khiến Ung Chính Đế rất tức giận và ra chỉ trách cứ. Sau đó, vào năm đầu Ung Chính (1723), Nghi phi ra ở phủ đệ của Hoàng ngũ tử Hằng Thân vương Dận Kì.
Năm Ung Chính thứ 11 (1733), ngày 25 tháng 8, Nghi phi Quách Lạc La thị qua đời tại phủ đệ Hằng Thân vương. Năm Càn Long thứ 2 (1737), quan tài của Nghi phi nhập táng Phi viên tẩm của Cảnh lăng (景陵), thuộc Thanh Đông lăng.

## Tương quan
Nghi phi từ khi phong Phi rất được Khang Hi Đế sủng ái, bà đã ỷ sủng sinh kiêu, tranh sủng với Đức phi Ô Nhã thị; dự vào một trong Khang Hi Ngũ phi thời kỳ đầu của Khang Hi Đế, bên cạnh Đức phi, Huệ phi Nạp Lạt thị, Vinh phi Mã Giai thị và Lương phi Vệ thị. Sau khi Lương phi qua đời, lại thay thế bằng Hòa phi Qua Nhĩ Giai thị, Tuyên phi Bác Nhĩ Tể Cát Đặc thị và Thành phi Đới Giai thị, đó gọi là [Khang Hi Thất phi].
Cha của bà Tam Quan Bảo tuy giữ chức Tá lĩnh hàng Tứ phẩm, song quyền lực lớn hơn nhiều, giữ Nội vụ phủ chưởng quản tại Thịnh Kinh (Thẩm Dương), điều hành nhiều việc quan trọng nên do đó trong số chúng phi, cũng dễ hiểu vì sao địa vị Nghi phi rất cao, và việc Nghi phi có sủng ảnh hưởng không nhỏ đến sự trọng dụng của Tam Quan Bảo. Trong 3 lần Đông tuần của Khang Hi Đế thì có tới 2 lần khi dừng chân tại Thịnh Kinh, ông đã ở tại nhà của Tam Quan Bảo. Tương truyền, khi Khang Hi Đế ra ngoài lâu, sẽ sai người đến Dực Khôn cung báo bình an thư, lại sai đưa sản vật địa phương đến cho bà. Sách Vinh hiến lục (永宪录) cũng nhận xét về Nghi phi đặc biệt được Khang Hi Đế chuyên sủng, là "Quyến cố tối thâm" (Nguyên văn: 眷顾最深). Nghi phi cũng có một người em gái được nhập cung, phong Quý nhân và sinh được Hoàng tử Dận Vũ (胤䄔) cùng Lục nữ Cố Luân Khác Tĩnh Công chúa.
Nghi phi là mẹ của Hoàng cửu tử Dận Đường, là địch thủ chính trị trong cuộc tranh đoạt Hoàng vị của Ung Chính Đế. Khi Khang Hi Đế vừa băng, Nghi phi dùng kiệu 4 người đến trước linh tiền của Tiên đế, vượt trên vị trí vốn có của Nhân Thọ Hoàng thái hậu (tức Đức phi), không hề kiêng dè, Ung Chính Đế phải ra chỉ trách cứ:
| “                                              | 康熙六十一年十一月二十九日，上谕：天无二日，国无二主。今朕新即大位，凡事遵循典制，率由旧章。当年皇太后见太皇太后礼，何等整齐严肃，众母妃皆所睹悉。今圣母皇太后慈善谦逊，念旧情殷，不遽另行大礼，是圣母皇太后之礼。朕仰承圣母皇太后之意，尽心敬侍众母妃，是朕之礼。大事方出，朕悲痛切至，心神恍惚，仪文所在，未曾传知。但众母妃自应照前遵行国礼。即如宜妃母妃用人挟腋可以行走，则应与众母妃一同行礼，或步履艰难，随处可以举哀。乃坐四人软榻在皇太后前与众母妃先后搀杂行走，甚属僭越，于国礼不合。皇考未登梓宫前，仓促之际，宜妃母妃见朕时，气度竟与皇太后相似，全然不知国体。此等处，尔总管理当禀阻，乃并无一言道及，亦难免罪。朕若不传，恐于国体乖违，所关重大。自传之后，若仍前不改，定按国法治尔等之罪。 . Trên không trung không có hai mặt trời, trong một quốc gia không thể có hai chủ. Nay Trẫm tức Đế vị, mọi việc tuần hoàn quy chế pháp luật, làm theo lối cũ. Năm đó Hoàng thái hậu (Hiếu Huệ Chương Hoàng hậu) bái phỏng Thái hoàng Thái hậu (Hiếu Trang Văn Hoàng hậu), chỉnh tề nghiêm túc, các Mẫu phi tất cả đều trông thấy. Nay Thánh mẫu Hoàng thái hậu từ thiện khiêm tốn, nhớ tình cũ ân, không màn các đại lễ khác, là lễ độ của Thánh mẫu Hoàng thái hậu. Trẫm cung phụng ý tứ của Thánh mẫu Hoàng thái hậu, tận tâm kính hầu với các Mẫu phi, là lễ độ của Trẫm. Đại sự ra khắp nơi, Trẫm bi thống cực hạn, tinh thần hoảng hốt, quy tắc cụ thể từng vị trí, chưa từng ra sắc chỉ truyền đến. Nhưng các Mẫu phi nên tự ứng theo quy tắc truyền từ trước, thi hành theo đúng lễ. Như Nghi phi mẫu phi có thể đem theo người bên cạnh đi lại, cũng nên cùng các Mẫu phi hành lễ theo quy tắc, hoặc nếu không tiện di chuyển, có thể tùy ý khóc tang. Nhưng dùng kiệu bốn người đến trước mặt Hoàng thái hậu cùng chúng Mẫu phi, lẫn lộn quy tắc, đã là đi quá giới hạn, so với Quốc lễ càng không hợp. Hoàng khảo chưa nhập Tử cung, hấp tấp hết sức, Nghi phi mẫu phi khi trông thấy Trẫm, khí độ cứ như Hoàng thái hậu mà y hệt, hoàn toàn không biết quốc thể. Những người kia, Tổng quản nên bẩm ngăn cản, thế mà cũng không một lời can gián, cũng khó tránh khỏi tội. Trẫm nếu không truyền, tức là không hợp với quốc thể, sự việc trọng đại. Từ truyền chỉ này về sau, nếu các ngươi cứ như cũ tắc trách, Trẫm sẽ dụng trọng hình để xử phạt tội trạng. | ” |
| — Dụ chỉ ngày 29 tháng 11, năm Khang Hi thứ 61 | |   |

## Hậu cung bài tự
Căn cứ 《Khâm định đại thanh hội điển tắc lệ》cuốn 42, hậu phi bài vị trình tự ghi lại:
- Ôn Hi Quý phi
- Tuệ phi, Huệ phi, Nghi phi, Vinh phi, Bình phi, Lương phi, Tuyên phi, Thành phi, Thuận Ý Mật phi, Thuần Dụ Cần phi, Định phi.

## Trong văn hóa đại chúng
Được diễn bởi Đặng Tiệp trong phim truyền hình Khang Hy vi hành.